# 광학공학

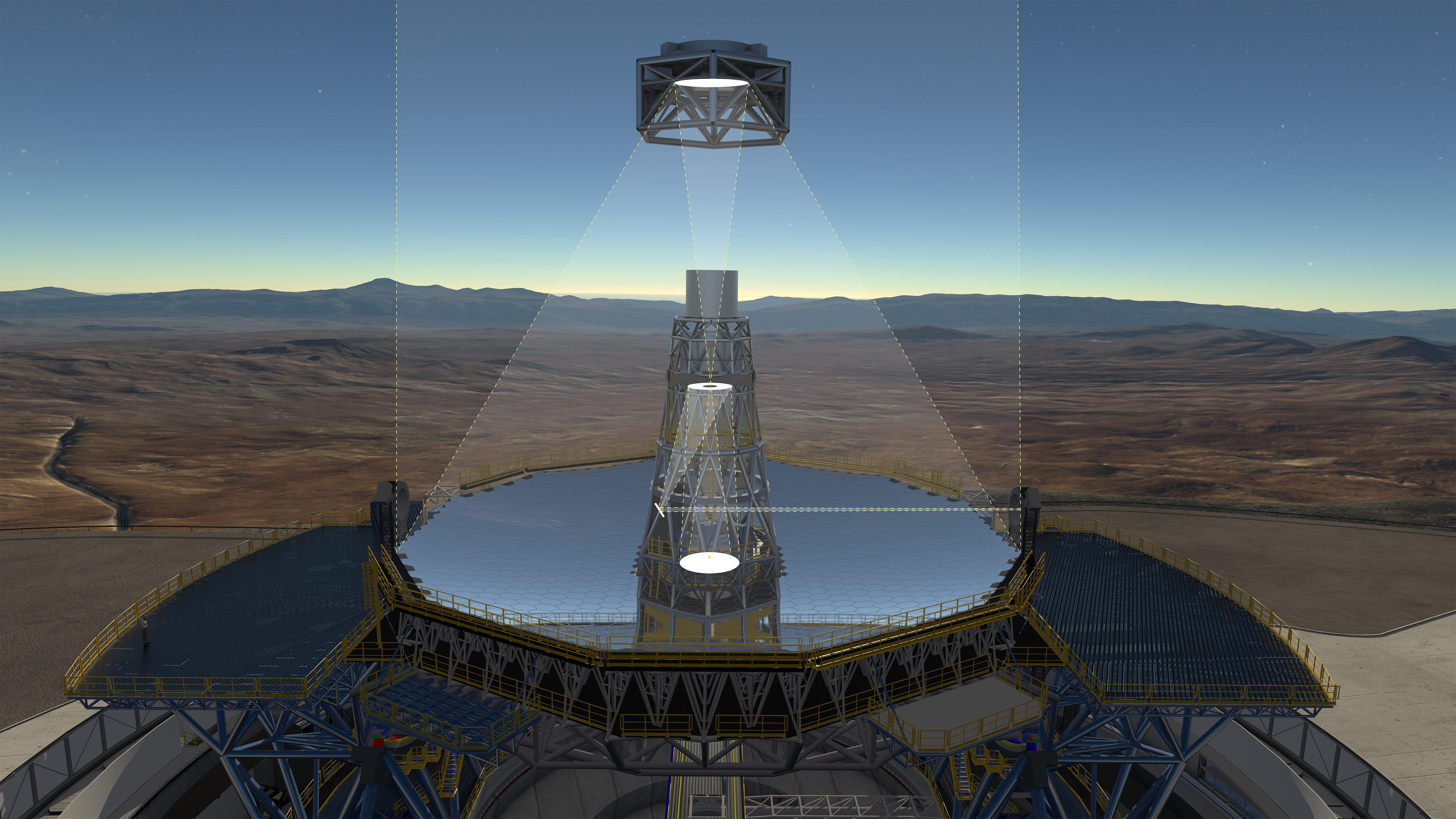
유럽 초대형 망원경(ELT)의 광학 시스템

광학공학(Optical engineering)은 빛의 생성, 전송, 조작, 탐지 및 활용과 관련된 물리적 현상 및 기술을 포함하는 과학 및 공학 분야이다. 광학 엔지니어는 광학을 사용하여 문제를 해결하고 빛이 무언가를 유용하게 만드는 장치를 설계하고 구축한다. 렌즈, 현미경, 망원경, 레이저, 센서, 광섬유 통신 시스템 및 광 디스크 시스템(예: CD, DVD)과 같은 물리 및 화학을 사용하여 빛의 특성을 사용하는 광학 장비를 설계하고 작동한다.
광학 엔지니어링 도량형학은 광학 방법을 사용하여 레이저 스펙클 간섭계와 같은 도구로 미세 진동 또는 굴절을 측정하는 기구가 있는 질량의 특성을 측정한다.
나노 측정 및 나노 포지셔닝 머신은 광학 엔지니어가 설계한 장치이다. 이 기계, 예를 들어 마이크로토톨리토그래픽 스테퍼는 나노미터 정밀도를 가지고 있으며, 결과적으로 이 규모의 상품 제작에 사용된다.

## 같이 보기
- 원자 분자 광 물리학
- 안경사